# Joachim Rossihnius
Joachim Rossihnius, névváltozatok: Rossinius, Roschinius, Rossichnius, Rosinus, Rossenius (Stargard, 1600 körül – Kodavere, feltehetőleg 1645) német evangélikus lelkész, egyházi író.

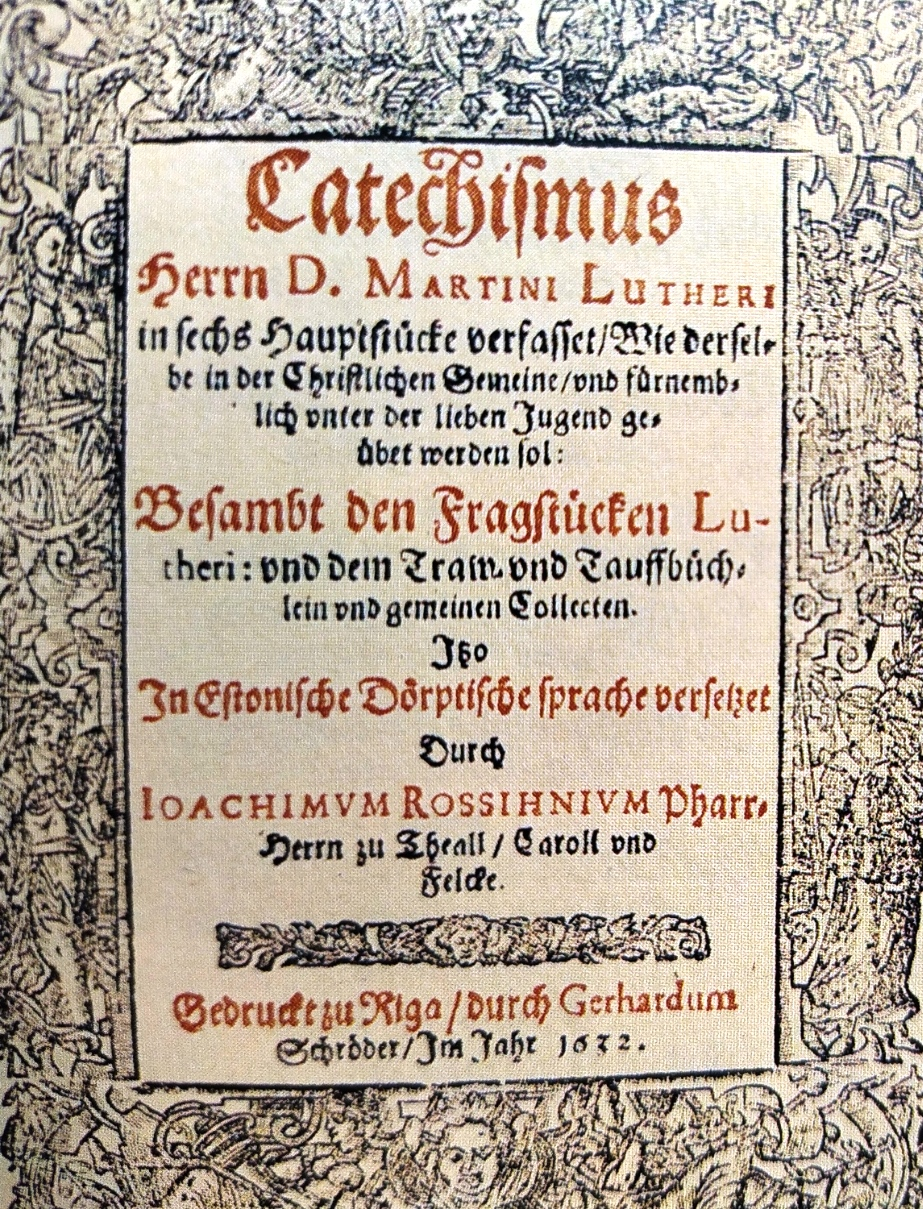
A Catechismus címlapja

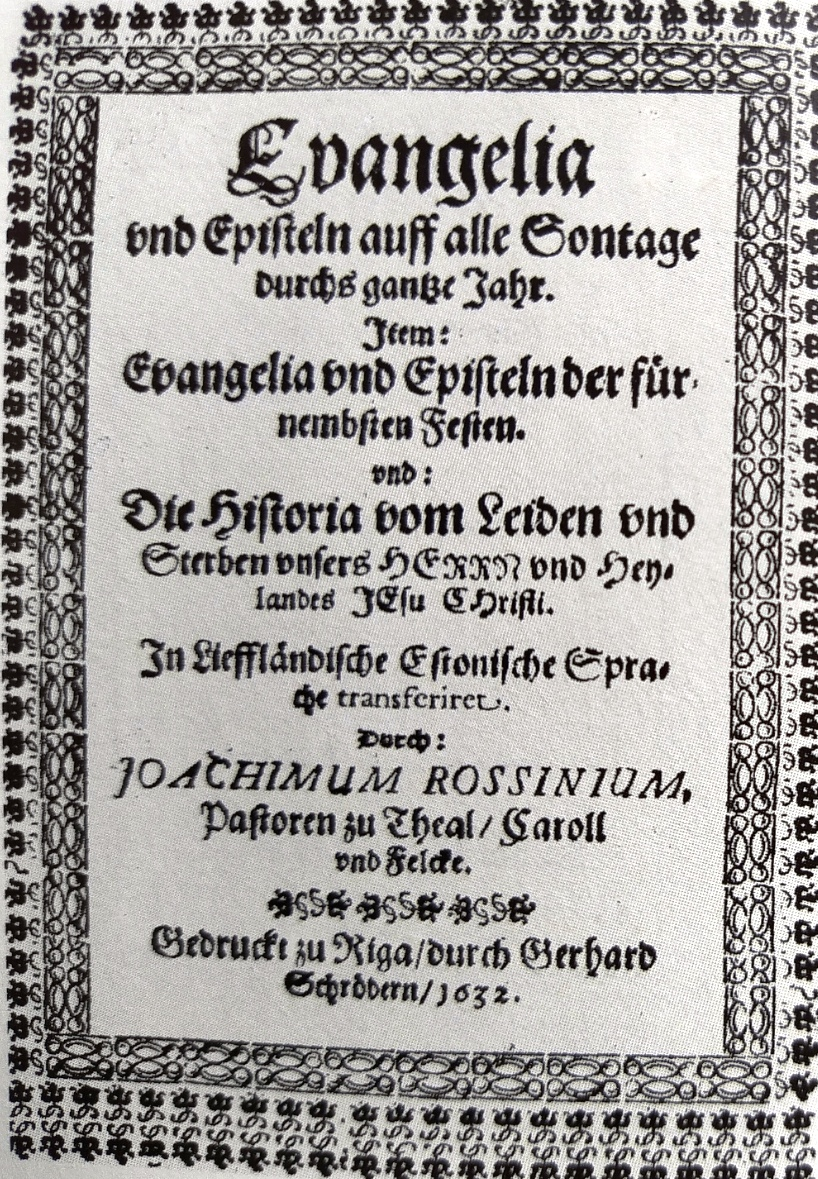
Az Evangelia und Episteln címlapja

## Élete
Pomerniából származott, 1614-ben a frankfurti Brandenburgi Egyetem (Brandenburgische Universität) hallgatója lett. Mivel még túl fiatal volt ahhoz, hogy letegye a "beíratáshoz szükséges esküt", születésének évét 1600 körülre teszik. Tanulmányai időpontjáról, diplomájáról, 1622-ig tett tevékenységéről semmit sem tudunk. 1622-ben lelkésszé nevezték ki Vigalába, a mai Észtország területére. A tartomány akkor Svédország része volt, s az északi észt nyelvterületen található. A Livón Lovagrend 1561-es összeomlása után a terület évtizedekig vitatott tulajdonú volt Svédország, Oroszország és Lengyelország közt. 1621 és 1625 közt ismét háború dúlt Lengyelország és Svédország közt.
Nem tudjuk, Rossihnius meddig volt Vigalában, amely közel esett Livónia lengyel fennhatóság alatt álló részéhez. 1625-ben, amikor a svéd sereg Jakob De la Gardie vezetésével megszállta Tartut a sereg tagjaként mint prédikátor szolgált. A svéd győzelem után prédikációt tartott a tartui Mária-templomban. Itt tevékenykedett 1642-ig, 1644-ben Kodaverében lett lelkész, ahol a következő évben meghalt.
Rossihnius Észtországba érkezésekor még alig beszélte az észt nyelvet, de minden bizonnyal hamar elsajátította azt. Mivel abban az időben alig volt nyomtatott észt segédanyag az egyházi munkához, két észt kézikönyvet készített, amelyek a legkorábbi észt nyomtatványok közé tartoznak. Mindkettő 1632-ben Rigában jelent meg. Catechismus Herrn D. Martini Lutheri című munkája 86 oldalból áll, kétnyelvű kiadás, az oldalakon két oszlopban német és észt párhuzamos szöveget tartalmaz, az észt szöveg dél-észt nyelvjárásban készült.
Feltehetően maga Rossihnius nem volt fordító, hanem korábbi észak-észt szövegekre, például Heinrich Stahl és Georg Müller munkáira támaszkodva készítette el a dél-észt változatot. Elsősorban a szókincs változataira összpontosított, de későbbi kutatások megállapították, hogy ez következetlenül történt, a szöveg észak- és dél-észt elemeket egyaránt tartalmaz. Evangelien und Episteln című munkája 200 oldalból áll, s a német cím ellenére csak észt szöveget tartalmaz, párhuzamos német szöveg nincs benne. Ez az első teljesen észt nyelvű nyomtatvány.  Önmagában a mérete is fontos nyelvemlékké teszi. Rossihnius munkáiból mindössze néhány példány maradt fenn, ezért mindkét könyvet újra megjelentették 1898-ban, így a kutatók számára hozzáférhető lett.

## Fordítás
- Ez a szócikk részben vagy egészben  a   Joachim Rossihnius című német Wikipédia-szócikk ezen változatának fordításán alapul.  Az eredeti cikk szerkesztőit annak laptörténete sorolja fel. Ez a jelzés csupán a megfogalmazás eredetét és a szerzői jogokat jelzi, nem szolgál a cikkben szereplő információk forrásmegjelöléseként.